# Kvitfjell Station
Kvitfjell Station (Kvitfjell holdeplass) er en tidligere jernbanestation på Dovrebanen, der ligger ved skianlægget Kvitfjell i Ringebu kommune i Norge.
Stationen åbnede som trinbræt 5. marts 1992 i forbindelse med, at skianlægget blev taget i brug forud for Vinter-OL 1994 i Lillehammer. Til at begynde med stoppede togene kun ved specielle lejligheder. Fra 26. december 1994 til 7. januar 2001 havde en del tog ordinært stop på stationen i vintersæsonen. Senere blev den betjent af et tog om formiddagen i nordlig retning og et om eftermiddagen i sydlig retning. Betjeningen med persontog ophørte 8. december 2012.
Stationsbygningen, der er i brunmalet træ, er opført efter tegninger af Paul Due. Det fungerede tidligere som pakhus på Ring Station men blev flyttet til Kvitfjell. Kvitfjell har desuden en parkeringsplads samt en overbygning under en skilift, der fungerer som læskur.